# Andrea Lynch
Andrea Joan Caron Lynch (Barbados, 24 novembre 1952) è un'ex velocista britannica, campionessa europea indoor dei 60 metri piani a Katowice nel 1975.

## Palmarès
| Anno                                | Manifestazione          | Sede         | Evento      | Risultato  | Prestazione | Note |
| ----------------------------------- | ----------------------- | ------------ | ----------- | ---------- | ----------- | ---- |
| In rappresentanza del Regno Unito   |                         |              |             |            |             |      |
| 1972                                | Giochi olimpici         | Monaco       | 100 m piani | Semifinale | 11"64       |      |
| 1972                                | Giochi olimpici         | Monaco       | 4 × 100 m   | 7ª         | 43"71       |      |
| 1974                                | Europei indoor          | Göteborg     | 60 m piani  | Argento    | 7"17        |      |
| 1974                                | Europei                 | Roma         | 100 m piani | Bronzo     | 11"28       |      |
| 1975                                | Europei indoor          | Katowice     | 60 m piani  | Oro        | 7"17        |      |
| 1976                                | Giochi olimpici         | Montréal     | 100 m piani | 7ª         | 11"32       |      |
| 1976                                | Giochi olimpici         | Montréal     | 4 × 100 m   | 8ª         | 43"79       |      |
| In rappresentanza dell' Inghilterra |                         |              |             |            |             |      |
| 1974                                | Giochi del Commonwealth | Christchurch | 100 m piani | Argento    | 11"31       |      |
| 1974                                | Giochi del Commonwealth | Christchurch | 4 × 100 m   | Argento    | 44"30       |      |